# Mais triste que chuva num recreio de colégio
mais triste que chuva num recreio de colégio (estilizado em minúsculas) é um curta-metragem documentário brasileiro de 2018, escrito e dirigido por Lobo Mauro e produzido pela Rocinante Produções. O filme mostra a reforma do estádio do Maracanã antes da Copa do Mundo de 2014 no Brasil. As imagens são acompanhadas por fragmentos de áudio do impeachment de Dilma Rousseff, Michel Temer falando sobre a Reforma Trabalhista de 2017 e as narrações dos comentaristas de futebol na TV durante a derrota humilhante da Seleção Brasileira na semifinal da Copa do Mundo pela Alemanha. O filme foi exibido em premiado em alguns dos mais importantes festivais de cinema do mundo, como Oberhausen e Clermont-Ferrand.
O título do filme origina do livro Os Cus de Judas de António Lobo Antunes. O filme faz provocações narrativas com o intuito de recolher pistas para uma compreensão da atualidade brasileira. Para tanto, o filme promove confrontos por meio da mistura de diferentes espaços e períodos históricos: imagens da reforma do Estádio do Maracanã em 2011; a narração da maior catástrofe da história do futebol brasileiro durante a Copa do Mundo de 2014, ocorrida no Brasil; a votação pelo impeachment da Presidente Dilma Rousseff, em 2016; o discurso pela Reforma Trabalhista em 2017 de Michel Temer, que se tornou presidente do Brasil após a destituição de Dilma Rousseff. O filme utiliza o futebol como fio condutor da narrativa ao abordar o Brasil a partir do século XXI. Em uma entrevista, o diretor argumenta que, em 2014, um ditado surgiu após a derrota humilhante sofrida pela Seleção Brasileira: sempre que algo ruim acontece ao Brasil, dizemos “Mais um gol para a Alemanha”. Ele segue argumentando que há quem diga que a derrota sofrida pelo Brasil por 7 a 1 foi um marco na rivalidade puramente emocional das discussões político-partidárias, quando uma conversa é substituída por xingamentos mútuos e quando tudo o que vai contra o viés ideológico do indivíduo é por ele tachado de mentira ou erro, como se a discussão política fosse um jogo  entre times de futebol rivais, em contexto hostil.

## Seleções e prêmios
Sua estreia na Alemanha foi no International Short Film Festival Oberhausen, o mais antigo festival de curtas do mundo, onde ganhou o prêmio de Menção Especial do Júri. Na França, o filme foi exibido no Festival de Curtas de Clermont-Ferrand e no Cinélatino Rencontres de Toulouse, um dos mais importantes festivais dedicados ao cinema latino-americano. O filme foi indicado ao primeiro-turno do Grande Prêmio do Cinema Brasileiro e ao Prêmio Guarani de Cinema Brasileiro na categoria de Melhor Curta-Metragem Documentário. Outras exibições em festivais incluem o Festival do Rio, Curta Cinema, Curta Brasília e mais. 